# Számítógépes kémia
A számítógépes kémia olyan ága a kémiának, amely számítógépes szimulációval segíti elő a kémiai problémák megoldását. Hatékony számítógépes programokba ágyazva használja az elméleti kémia módszereit, hogy kiszámítsa és modellezze a molekulák, illetve az anyagok tulajdonságait. Ilyen tulajdonságok lehetnek pl. az anyagstruktúrával, abszolút és relatív energiával, elektromos töltéssűrűség eloszlásával, dipólusmomentummal, rezgési frekvenciával, reakcióképességgel és a részecskék ütközésével kapcsolatosak. A számítások eredménye kiegészíti a kísérletekből nyert információkat, de néhány esetben akár előre is tud jelezni korábban nem észlelt kémiai jelenségeket. Mivel a kvantum soktest-probléma nem oldható meg analitikai úton (a hidrogén-molekulaionnal kapcsolatos kalkulációkat leszámítva), ezért a számítógépes kémia létjogosultsága vitathatatlan. Széles körben használják, többek között új gyógyszerek és anyagok kifejlesztésénél is.
A számítógépes kémia fogalmát használják a két tudományágat – a számítástechnikát és a kémiát – egyaránt felölelő tudományterület megnevezésére is.
E tudományterület főbb ágai:
- atomok és molekulák számítógépes bemutatása
- vegyületek, kémiai anyagok adatainak tárolása (lásd kémiai adatbázisok)
- az anyagok kémiai szerkezete és tulajdonságai közötti kapcsolatok
- nagyméretű molekulák optimális (legkisebb energiájú) térszerkezetének kiszámítása erőtérszámítások segítségével
- szintézisutak tervezése (vegyületek lehetséges előállítási módszereinek tervezése)
- más molekulákhoz speciálisan kapcsolódni képes molekulák tervezése (gyógyszerkutatás)

## Fordítás
Ez a szócikk részben vagy egészben  a   Computational chemistry című angol Wikipédia-szócikk ezen változatának fordításán alapul.  Az eredeti cikk szerkesztőit annak laptörténete sorolja fel. Ez a jelzés csupán a megfogalmazás eredetét és a szerzői jogokat jelzi, nem szolgál a cikkben szereplő információk forrásmegjelöléseként.